# 鲁道夫阿吉拉尔德尔加多
鲁道夫阿吉拉尔德尔加多是巴拿马奇里基省巴鲁区的一个城市。 该市面积为187.2平方（72.3平方英里），2010年时人口为15,544，故其人口密度为83名居民每平方（210名居民每平方英里）。鲁道夫阿吉拉尔德尔加多设立于1997年3月10日，2000年时该市人口为19,644人。